# Доброносичи
Доброно́сичи— деревня в Смоленской области России, в Ершичском районе. Расположена в южной части области в 10,5 км к северо-западу от Ершичей, в 12 км к юго-западу от станции Понятовка на железнодорожной ветке Рославль —Кричев, и в 12 км восточнее от границы с Белоруссией, на правом берегу реки Ипуть. 
Население — 11 жителей (2007 год). Входит в состав Поселковского сельского поселения. 

## Достопримечательности
- В окрестностях деревни комплекс памятников археологии:
  - Селище на территории деревни.
  - Городище «Городец» на правом берегу Ипути в 300 м восточнее деревни, относится к железному веку, впоследствии использовалось древнерусским населением в XI веке и позднее.
  - Курганная группа на берегу реки (39 курганов в основном шаровидных, высотой до 3 м), относятся к XI —XIII векам.
  - Курганная группа на берегу реки Ипуть в 250 м восточнее деревни (8 шаровидных курганов, высотой до 2 м). Не раскапывались.